# Nice 'n' Greasy
Nice 'n' Greasy è il quinto album in studio del gruppo musicale britannico Atomic Rooster, pubblicato nel 1973.

## Tracce
Side 1
1. All Across the Country – 5:10
2. Save Me – 3:14
3. Voodoo in You – 7:04
4. Goodbye Planet Earth – 4:09

Side 2
1. Take One Toke – 4:59
2. Can't Find a Reason – 4:34
3. Ear in the Snow – 6:13
4. Satan's Wheel – 6:39

## Formazione
- Chris Farlowe – voce
- Vincent Crane – organo Hammond, piano, sintetizzatore, tastiere
- Johnny Mandala (aka John Goodsall) – chitarre
- Ric Parnell – batteria, percussioni